# Стронг, Калеб
Калеб Стронг (англ. Caleb Strong; 9 января 1745 — 7 ноября 1819) — американский юрист и политик, первый сенатор штата Массачусетс, впоследствии шестой (1800—1807) и десятый (1812—1816) губернатор этого штата.
Родился в Массачусетсе. Окончил Гарвардский университет с отличием. В 22 года заболел оспой, которая повредила ему зрение. Стал юристом, занимал различные должности в органах местного самоуправления и правительства штата Массачусетс. Отказался участвовать в Континентальном конгрессе. На Филадельфийском конвенте присутствовал до августа, а потом оставил его из-за болезни в семье. Не подписал Конституцию. Избран в Сенат в 1789 году, но в 1795 году ушёл в отставку и вернулся к адвокатской практике.